# Thomas K. Hansen
Thomas K. Hansen (født 15. marts 1989) er en dansk fodboldspiller, der senest har spillet på midtbanen i Vendsyssel FF.

## Karriere

### Vendsyssel FF
Thomas K. Hansen fik sin debut for Vendsyssel FF den 10. august 2008 i et 1-2-nederlag hjemme til Esbjergs fB's andethold i 2. division. Den 4. december 2014 offentliggjorde Vendsyssel FF, at Thomas Hansen havde skrevet under på en etårig forlængelse af kontrakten.
Den 25. november 2014 meddelte Vendsyssel FF, at parterne ikke fortsatte samarbejdet.